# Izgalom
Az izgalom vagy lelkesség egy olyan érzelem, amely örömmel, néha szorongással jár egy várható, vagy várva várt jó eseménnyel kapcsolatban.

## Védelmi mechanizmusként
Robin Skynner úgy tekintett az izgalomra, mint "érett módon feldolgozni a valódi stresszt... Csökkenti a stresszt, hogy felkészülünk rá, miképp birkózunk meg egy nehéz kihívással. Bizonyíték támasztja alá, hogy "a felnőttkori védelem (szublimáció, várakozás) növekedhet a korral".

## Vágy
"A várakozás a központi összetevője a szexuális vágynak."  " A szexnek jelentős kognitív komponense — a legfontosabb eleme a vágynak a pozitív várakozás": sőt, az izgalom az egyik neve az örömteli várakozásnak.
Általánosabban, az izgalom egy központi motiváló erő a mindennapi életben — "a fantáziadús várakozás normális folyamata egyfajta spekuláció arról, hogy a jövőben mi fog történni". Ahhoz hogy valaki élvezze az életét "kell egy hit az Időben, mint egy ígéretes közvetítőben; egy egyénnek tudnia kell elszenvedni az izgalom és halasztás fájdalmait és örömeit".

## A zenében
Számos elmélet magyarázza a zenei izgalmat. Két kiemelkedő elmélet Chase Neurológiai elmélete, amelyek a várakozás felépítését és az izgalmat Neurológiai pályán történő evolúcióval magyarázzák (Darwini szelekció, mint a ritmus/harmónia fejlődése és kommunikációs válaszelvárás), valamint a kapcsolódó használata az akkord szekvenciáknak (kvintkör variációi).
A második széles körben elfogadott elmélet a Huron "ITPRA" 5 modul elváráselmélet, ahol a megelőző képzeletbeli feszültség eléri az eseményhorizontot,  oszcilláló reakció történik (váltakozó) a válaszadó rendszerben, ami visszacsatolást eredményez.

## Lásd még
- Jóslat
- Remény
- Optimizmus

## Fordítás
- Ez a szócikk részben vagy egészben  az   Anticipation című angol Wikipédia-szócikk ezen változatának fordításán alapul.  Az eredeti cikk szerkesztőit annak laptörténete sorolja fel. Ez a jelzés csupán a megfogalmazás eredetét és a szerzői jogokat jelzi, nem szolgál a cikkben szereplő információk forrásmegjelöléseként.